# Edward McCluskey
Edward J. McCluskey (New York, 16 ottobre 1929 – Palo Alto, 13 febbraio 2016) è stato un informatico statunitense.
Fu pioniere nel campo dell'Elettrotecnica.

## Biografia
McCluskey ha lavorato su sistemi di commutazione elettronica al Bell Telephone Laboratories dal 1955 al 1959. Nel 1959, si trasferisce a Princeton University, dove è stato professore di Ingegneria Elettronica e Direttore del Centro di Calcolo dell'Università. Nel 1966, entra a far parte della Stanford University, dove è stato professore emerito di Ingegneria Elettronica e Informatica. Ha fondato la Stanford Digital Systems Laboratory (ora il Laboratorio di Computer Systems) nel 1969 e il programma di Stanford in Ingegneria informatica nel 1970. Il Forum Stanford computer è stato avviato da McCluskey e due colleghi nel 1970 ed è stato il direttore fino al 1978. McCluskey è il mentore di oltre 70 studenti di dottorato e ha una famiglia in espansione di 'nipoti' accademici. Ha anche una collezione di cappelli. McCluskey è morto il 13 febbraio 2016.

## Ricerche
McCluskey ha sviluppato il primo algoritmo per la progettazione di circuiti combinatori, la procedura logica di minimizzazione Quine-McCluskey, quando era studente al MIT.